# Henneguya friderici
Henneguya friderici is een microscopische parasiet uit de familie Myxobolidae. Henneguya friderici werd in 2003 beschreven door Casal, Matos & Azevedo. 